# Tinea inflaticostella
Tinea inflaticostella is een nomen dubium, in 1926 door Emilio Turati gepubliceerd voor een onbekende Noord-Afrikaanse vlinder die door hem in het geslacht Tinea werd geplaatst, maar volgens Günther Petersen beslist niet in de familie van de echte motten (Tineidae) thuishoort. Turati baseerde de beschrijving op drie in 1925 verzamelde exemplaren waarvan er twee zoek zijn, en het derde inmiddels incompleet is.